# 韓國網戰作戰司令部
韓國網戰作戰司令部（韓語：사이버작전사령부；網戰司，網作部）是韓國軍方機構，負責开展网络军事行动及保護軍方電腦系統，屬於韩国国防部的一体化作战司令部，總部位於韓國首爾特別市韩国国防部，聯合参谋本部。

## 历史
随着韩国国防改革2020计划和7·7 DDoS攻击，军事层面的网络安全需求出现，2010年1月11日，国防情报中心成立作为下级指挥。成立时，部队人数为400至500人。
2012年6月10日，提出将网络司令部兵力增至1000人左右，并将司令员军衔由准将提升为少将的方案。
2014年12月22日，2012年，金正恩视察了隶属于朝鲜人民军总参谋部的第110研究所朝鲜人民军总参谋部侦察总部媒体报道计划增加1000名人员，以响应在的指导下建立的朝鲜战略网络司令部。
2019年2月26日，单位名称由“国军网络司令部”变更为“网络作战司令部”。

## 指挥官
| 代数 | 照片 | 军阶 | 名称          | 所属兵种       | 任期开始      | 任期结束 |
| ---- | ---- | ---- | ------------- | -------------- | ------------- | -------- |
| 12   |      | 少將 | 赵元熙 조원희 | 韓國海軍陸戰隊 | 2023年11月9日 | 現職     |